# Iorgu Iordan
Iorgu Iordan (ur. 1888, zm. 1986) – rumuński językoznawca i filolog, specjalista w zakresie komparatystyki języków romańskich. Założyciel Instytutu Językoznawstwa w Bukareszcie.
Studiował germanistykę i prawo. Doktorat z filologii współczesnej uzyskał w 1919 r. na Uniwersytecie w Jassach. Rozprawę poświęcił fonetyce języka rumuńskiego.

## Wybrana twórczość
- Rumanische Toponomastik, Bonn & Leipzig, Kurt Schroeder Verlag, 1924.
- Istoria literaturii italiene, Iași, Universitatea din Iași, 1928.
- Introducere în studiul limbilor romanice. Evoluția și starea actuală a lingvisticii romanice, Iași, Institutul de Filologie Română, 1932.
- Gramatica limbii române, Bucharest, 1937 (wyd. 2. 1946).
- Limba română actuală. O gramatică a „greșelilor”, Iași, Institutul de Arte Grafice „Alexandru A. Terek”, 1943 (wyd. 2. 1947).
- Stilistica limbii române, Bucharest, Institutul de Linguistică Română, 1944 (wyd. 2. 1975).
- Lingvistica romanică. Evoluție. Curente. Metode, Bucharest, Editura Academiei, 1962 (wyd. 2. 1970).
- Toponimia românească, Bucharest, Editura Academiei, 1963.
- Scrieri alese, Bucharest, Editura Academiei, 1968.
- Memorii, t. I–III, Bucharest, Editura Eminescu, 1976-1979.